# Мотра (фильм, 1961)
«Мотра» (яп. モスラ Мосура) — японский цветной фантастический художественный фильм кинокомпании Toho, снятый по мотивам романа-фельетона «Сверкающие феи и Мотра» (яп. 発光妖精とモスラ Хакко: ё:сэи то Мосура) Синъитиро Накамуры, Такэхико Фукунаги и Ёсиэ Хотты на основе их оригинального сценария. Фильм является первым в цикле кинофильмов о гигантской бабочке Мотре и одним из классических кайдзю-фильмов. Режиссёром фильма выступил Исиро Хонда, уже известный к тому времени по таким фильмам, как «Годзилла», «Родан» и «Великий монстр Варан». Это первый качественный цветной фильм о кайдзю. Мировая премьера состоялась 30 июля 1961 года. Фильм оказался настолько успешным, что после него Мотра обрела популярность во всём мире наравне с такими киномонстрами как Годзилла, Родан, и Кинг-Конг.
Фильм был выпущен Sony на DVD в 2009 году.

## Сюжет
После кораблекрушения японского грузового судна в шторм пятеро выживших членов экипажа оказываются на острове, где недавно проводились американские испытания атомного оружия. В ходе поисковой операции их находят и спасают, но моряки оказываются совершенно здоровы, несмотря на воздействие смертельных доз радиации, так как их поили таинственным «красным соком» жители острова, о существовании которых никто не знал. На остров срочно снаряжается исследовательская научная экспедиция.
Флора и фауна острова под воздействием радиации мутировали. Один из команды, Кларк Нельсон, обнаруживает в джунглях двух крошечных лилипуток-фей и пытается их забрать с собой, но появляются воинственные туземцы и во избежание кровопролития их приходится оставить. Тайно организовав свою экспедицию, Нельсон похищает фей, убив при этом множество туземцев, и вернувшись в Токио, организовывает яркое представление с лилипутками, с целью нажиться на этом.
Но оказалось, что миниатюрные феи имеют телепатическую связь с гигантским монстром, спящим в яйце на острове — личинкой бабочки Мотры, которая вылупившись, спешит по морю на помощь похищенным лилипуткам.

## В ролях
- Фрэнки Сакаи — журналист Фукуда;
- Хироси Коидзуми — доктор Синъити Тиюдзу;
- Киёко Кагава — фотограф Михи Ханамура;
- Кэн Уэхара — доктор Харада;
- Эми и Юми Ито — феи-лилипутки Сёбидзин;
- Джерри Ито — дилер Кларк Нельсон;
- Симура Такаси — монтажёр Садакацу Амано;
- Тэцу Накамура — помощник Нельсона;
- Осман Юсеф — «прихвостень» Нельсона;
- Акихико Хирата — директор Национального Ядерного Центра;
- Кэндзи Сахара — пилот вертолёта;

## Создание
В основу сюжета лёг роман The Luminous Fairies and Mothra. Стараясь во многом придерживаться книги, начинающий сценарист Синьити Секидзава начал работу над сюжетом в 1960 году.
Первоначально фей-лилипуток хотели назвать Айренас, как в книге. По начальным наброскам сценария их рост должен был составлять 60 см. Однако позже их решили ещё уменьшить, сделав совсем лилипутками, и дали им имя Сёбидзин.
Когда сценарий уже почти был написан, у продюсеров возникли вопросы относительно Мотры. Изначально она должна была стать свирепым чудовищем, разрушающем всё на своём пути. Возникла также мысль показать её сперва гусеницей, которая уже потом превратилась бы во взрослую бабочку. Фильм получил рабочее название «Гигантское чудовище Мотра».
В январе 1961 года к съёмкам присоединились сёстры Эми и Юми Ито, которым достались роль фей-лилипуток Сёбидзин. В этом и последующих фильмах обе актрисы поют дуэтом песню призыва Мотры.
Изначально кульминационный момент, связанный с Мотрой, несколько отличался от конечного: скупой бизнесмен Нельсон должен был похитить фей и скрываться с ними до вылета в свою страну Ролисику. Пока он пытался скрыть фей от посторонних глаз, Мотра уже находилась в коконе. В этом состоянии её атаковали военные и после этого она неожиданно становилась взрослой формой, вылезала из кокона, и настигала Нельсона в горах. До конечного варианта было вырезано ещё довольно много сцен.

## Тема фильма
Это первый monster movie, который по жанру невозможно отнести к ужасам. В отличие от таких фильмов как «Годзилла», «Годзилла снова нападает» и «Родан», мрачных, с большим количеством трагедий, «Мотра» — яркий, красочный и местами весёлый фильм. Даже сцены, в которых Мотра разрушает города, показаны в насыщенной атмосфере фантастики, а не ужаса. Поднимающиеся в воздух от взмахов крыльев Мотры автомобили воспринимаются зрителями скорее с захватывающим интересом, не создавая впечатление угрозы, что подобное может произойти на самом деле. Именно для этой цели макет города «Нью-Кирк» сделан относительно стилизованно.
Финал также отличается от предыдущих фильмов с кайдзю и особенно от американских фильмов с монстрами — Мотра оказывается не таким уж и свирепым монстром, как сначала все могли подумать — она пытается лишь освободить фей Шобидзин и сеет разрушения только потому, что иначе нельзя. Истинным антагонистом фильма является не гигантская бабочка, а добивающийся славы и денег Кларк Нельсон. Герой фильма, журналист Фукуда, называл его «прирождённым дилером».
В фильме присутствует тема начала прогрессивного экономического развития Японии, и заставляет задуматься над влиянием приходящего с Запада капитализма в лице таких злодеев как Нельсон.

## Ролисика
В фильме присутствует выдуманная страна Ролисика, в которой нетрудно увидеть черты Соединённых Штатов и Советского Союза. Название её столицы Нью-Кирк безусловно показывает зрителям тогдашний Нью-Йорк, а именно один из районов Манхэттена с характерным для города трелёвочным мостом. Представители страны в фильме сыграны американскими актёрами. В Нью-Кирке есть церковь, больше похожая на православную, а не католическую, рядом с которой Мотра настигает Нельсона. На флаге Ролисики изображён похожий на месяц символ, который также приближает её к СССР.

## Показы за рубежом
В США фильм был показан в кинотеатрах под руководством Columbia Pictures в 1962 году. Фильм был с восторгом воспринят зрителями и высоко оценён критиками, хотя, как и в большинстве случаев, на несколько минут фильм всё же урезали. На американском постере Мотра имеет довольно грозный вид.